# Beja
Beja é uma cidade portuguesa do Distrito de Beja, encontrando-se inserida na sub-região do Baixo Alentejo (NUT III) e na região do Alentejo (NUT II), com 22 362 habitantes (2021).
É sede do Município de Beja que tem uma área total de 1 106,44 km2 e 33 401 habitantes (2021), subdividido em 12 freguesias. O município é limitado a norte pelos municípios de Cuba e Vidigueira, a leste por Serpa, a sul por Mértola e Castro Verde e a oeste por Aljustrel e Ferreira do Alentejo.

## História

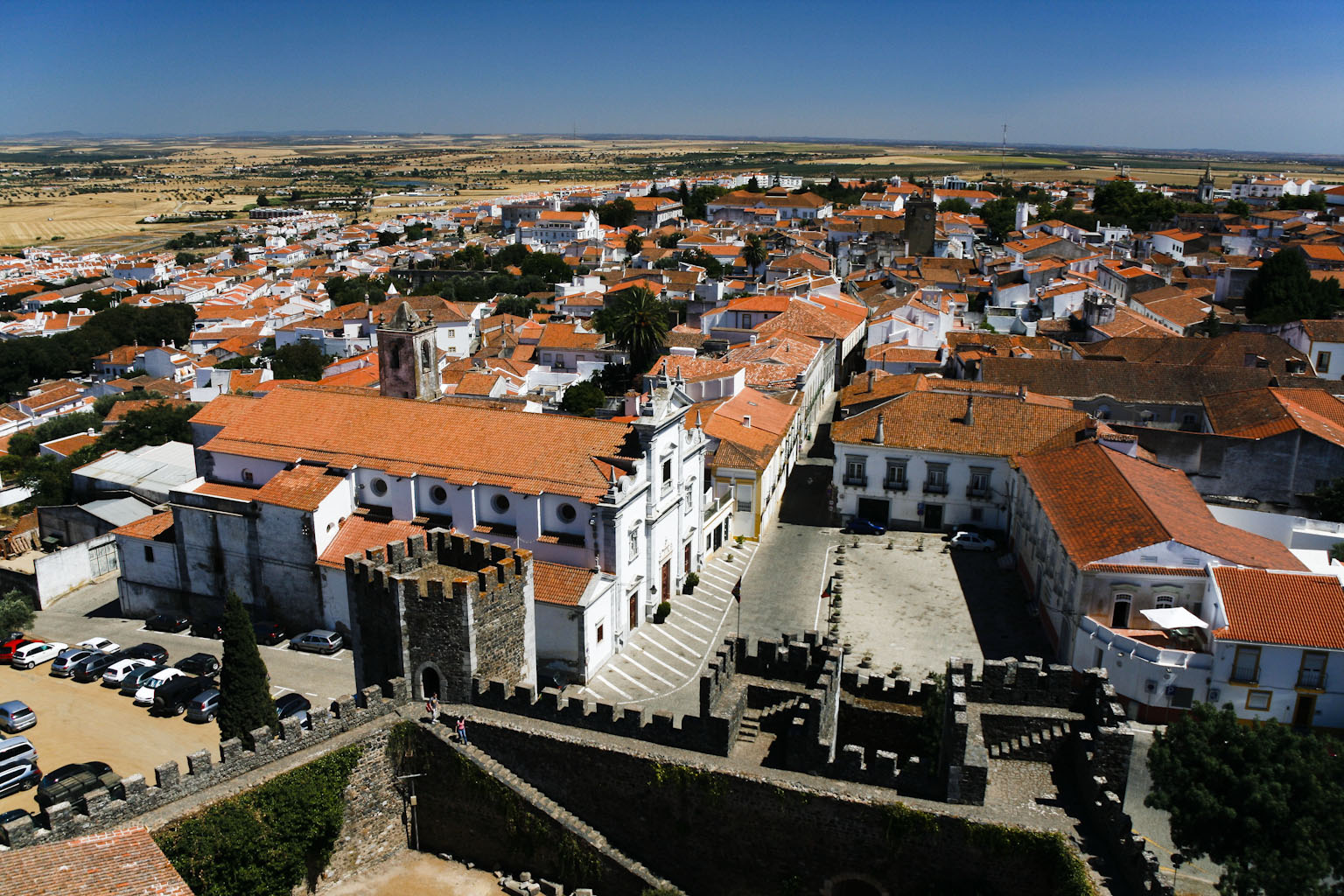
Panorâmica da cidade (vista a partir da torre de menagem do Castelo de Beja).

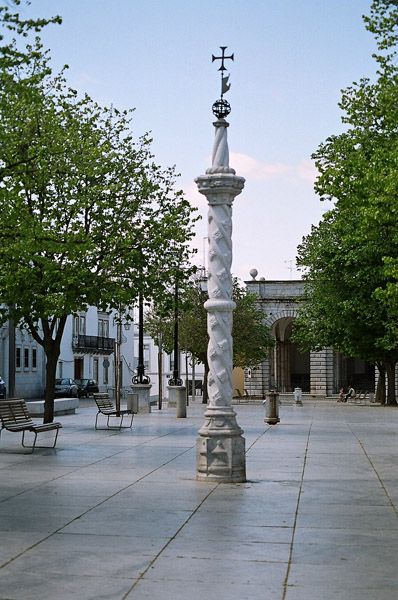
O Pelourinho de Beja.

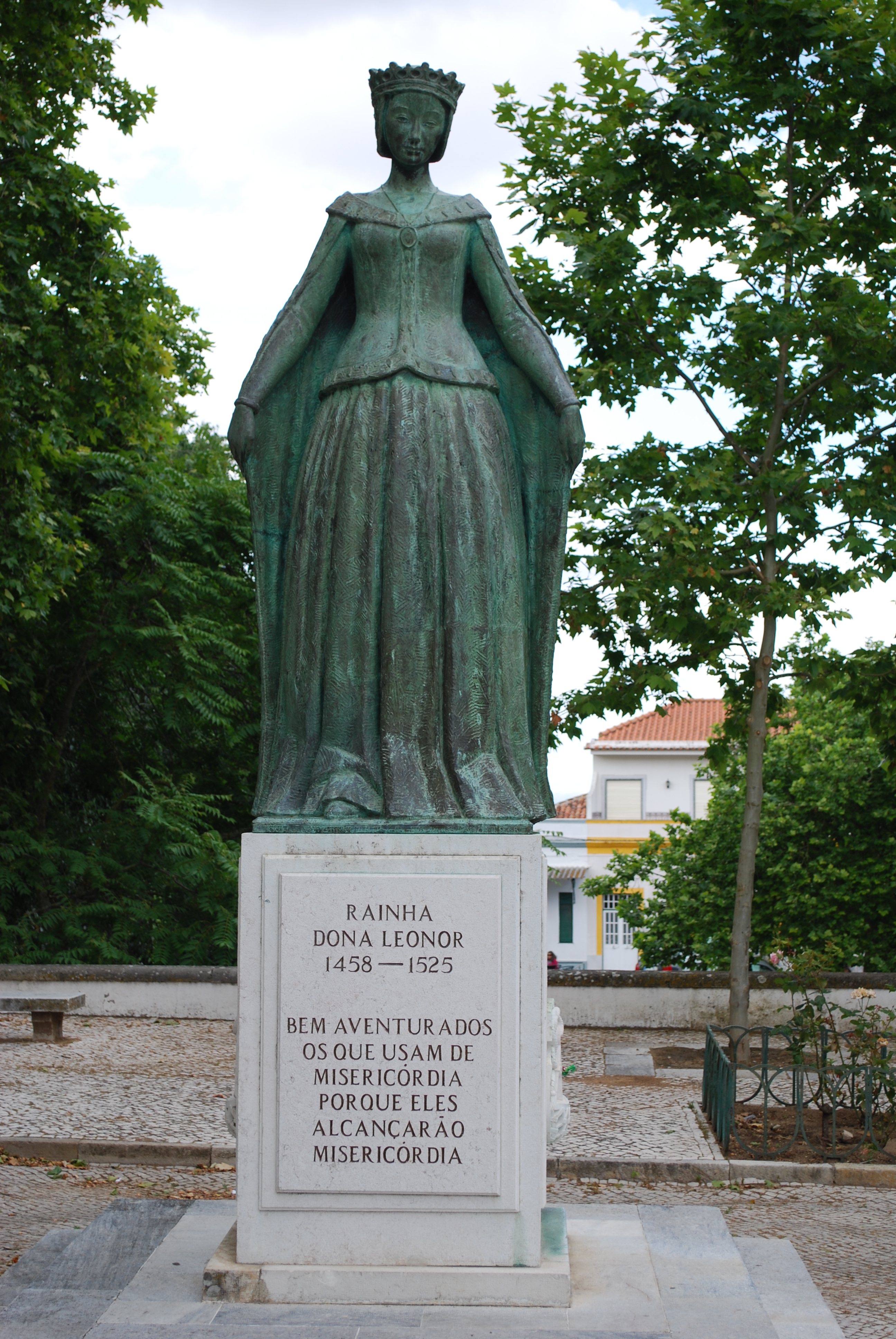
Estátua-monumento da Rainha Dona Leonor (de Álvaro de Brée).

Crê-se que a cidade foi fundada cerca de 400 anos a.C., pelos celtas, especificamente pelo povo dos célticos, um povo celta que habitava grande parte dos territórios de Portugal a sul do rio Tejo (atual Alentejo e Península de Setúbal), e também parte da Estremadura Espanhola, até ao território dos cónios (atual Algarve e parte do sul do distrito de Beja). Também é possível que tenha sido fundada pelos Cónios, que a terão denominado Conistorgis, embora a localização desta cidade ainda seja desconhecida. Os cartagineses lá se estabeleceram durante algum tempo, no século III a.C., um pouco antes da sua derrota e expulsão da Península Ibérica pelos romanos (latinos) no seguimento da segunda guerra púnica. Nos séculos III e II a.C. houve o processo de romanização das populações locais e esta cidade passou a fazer parte da civilização romana, pertencendo a uma região muito romanizada. As primeiras referências a esta cidade aparecem no século II a.C., em relatos de Políbio e de Ptolomeu.
Com a conquista romana, esta cidade passa a fazer parte do Império Romano (mais especificamente da República Romana), ao qual pertenceu durante mais de 600 anos, primeiro na província da Hispânia Ulterior e posteriormente na província da Lusitânia.
Com o nome alterado para Pax Julia, e a língua latina generalizada, foi sede de um conventus (circunscrição jurídica) pouco depois da sua fundação romana - o Convento Pacense (em latim: Conventus Pacensis), também teve direito itálico. Nessa época, estabelecem-se na cidade os primeiros judeus. Esta cidade, que se tornou então uma das maiores do território, albergou uma das quatro chancelarias da Lusitânia, criadas no tempo de Augusto. A sua importância é também atestada pelo facto de por lá passar uma das vias romanas.
Durante 300 anos, ficou integrada na Hispânia Visigótica cristã, depois da queda do Império Romano, tornando-a sede de bispado. No século V, depois de um breve período no qual haverá sido a sede dos Alanos, os Suevos apoderaram-se da cidade, sucedendo-lhes os Visigodos. Nessa época na cidade, da qual restam importantes elementos escultórico-arquitetónicos muito originais no seu estilo próprio, de basílicas e igrejas destruídas no período islâmico, foi edificado um hospital de média dimensão (xenodoquian, do grego), semelhante ao de Mérida, um dos primeiros no mundo de então, (ainda não alvo de prospeção arqueológica), destacando-se ainda a relevante mas pouco conhecida obra literária do bispo Apríngio de Beja (c. 531-560), "Comentário ao Apocalipse", elogiada pelo filósofo-enciclopedista Isidoro de Sevilha, e passa a denominar-se Paca.
Do ano 714 (século VIII) ao ano de 1162 (meados do século XII), durante mais de 400 anos, diminuiu a sua importância, e esteve sob a posse dos Árabes, primeiro sob o Califado de Córdova e mais tarde sob domínio dos Abádidas do Reino Taifa de Sevilha, que lhe alteraram o nome para Baja ou Beja (existe outra cidade com este nome na Tunísia), uma alteração fonética de Paca (a língua árabe não tem o som "p"). Aqui nasceu o Almutâmide, célebre rei-poeta que dedicou muitas das suas obras ao amor a donzelas e também a mancebos homens.
No referido ano de 1162 os cristãos reconquistaram definitivamente a cidade. Recebeu o foral em 1524 e foi elevada a cidade em 1517. Beja foi o berço da notável família de pedagogos e humanistas do Renascimento que incluiu Diogo de Gouveia (1471 - 1557), professor de Francisco Xavier e conselheiro dos reis D. Manuel I e D. João III de Portugal, a quem recomendou a vinda dos jesuítas; André de Gouveia (1497 - 1548), humanista, reitor da Universidade de Paris e fundador do Real Colégio das Artes e Humanidades em Coimbra e o humanista António de Gouveia.
Criado pelo Rei D. Afonso V de Portugal em 1453, o título de Duque de Beja foi atribuído ao segundo filho varão, até à instituição da Casa do Infantado, em 1654, pelo Rei D. João IV, tendo-o como base.
A cidade manteve-se pequena os séculos seguintes, sendo muito destruída durante as Invasões Francesas entre 1807 e 1811. A partir do século XX notou um certo desenvolvimento económico, como a construção de escolas (o novo Liceu em 1937), o Hospital José Joaquim Fernandes (1970), assim como novas instalações judiciais e comerciais, embora muito do seu património antigo tenha sido destruído pelas novas construções, nomeadamente no centro histórico. Em 2011 foi inaugurado o Aeroporto de Beja sendo que no entanto a grave crise económica motivou a que este se mantivesse em fraco funcionamento e em situação de quase fecho.

### Sóror Mariana Alcoforado

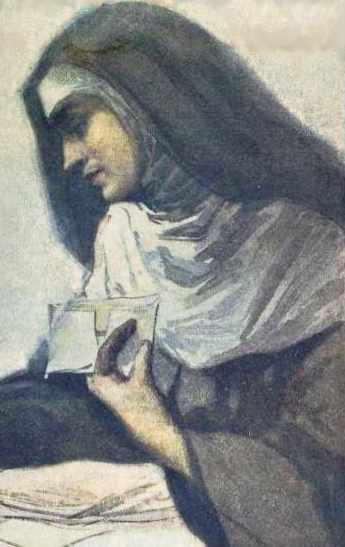
Sóror Mariana Alcoforado.

É atribuída à freira portuguesa Sóror Mariana Alcoforado (1640 - 1723), natural de Beja, a autoria de cinco cartas de amor dirigidas ao Marquês de Chamilly, passadas através da janela do Convento e datadas da época em que o oficial francês serviu em Portugal, país ao qual chegou em 1665. A sua obra Cartas Portuguesas tornou-se num famoso clássico da literatura universal.

### Lenda de Beja
Conta a lenda que quando a cidade de Beja era uma pequena localidade de cabanas rodeada de um compacto matagal, uma serpente assassina era o maior problema da população. A solução para este dilema passou por assassinar a serpente, feito alcançado deixando um touro envenenado na floresta onde habitava a serpente. É devido a esta lenda que existe um touro representado no brasão da cidade.

## Evolução da população do município
| Número de habitantes ★                   | Número de habitantes ★ | Número de habitantes ★ | Número de habitantes ★ | Número de habitantes ★ | Número de habitantes ★ | Número de habitantes ★ | Número de habitantes ★ | Número de habitantes ★ | Número de habitantes ★ | Número de habitantes ★ | Número de habitantes ★ | Número de habitantes ★ | Número de habitantes ★ | Número de habitantes ★ | Número de habitantes ★ |
| ---------------------------------------- | ---------------------- | ---------------------- | ---------------------- | ---------------------- | ---------------------- | ---------------------- | ---------------------- | ---------------------- | ---------------------- | ---------------------- | ---------------------- | ---------------------- | ---------------------- | ---------------------- | ---------------------- |
| 1864                                     | 1878                   | 1890                   | 1900                   | 1911                   | 1920                   | 1930                   | 1940                   | 1950                   | 1960                   | 1970                   | 1981                   | 1991                   | 2001                   | 2011                   | 2021                   |
| 19 587                                   | 23 099                 | 23 875                 | 25 382                 | 30 058                 | 30 810                 | 37 143                 | 42 113                 | 42 703                 | 43 119                 | 36 384                 | 38 246                 | 35 827                 | 35 762                 | 35 854                 | 33 394                 |
| Número de habitantes por grupo etário ★★ |                        |                        |                        |                        |                        |                        |                        |                        |                        |                        |                        |                        |                        |                        |                        |
|                                          |                        |                        | 1900                   | 1911                   | 1920                   | 1930                   | 1940                   | 1950                   | 1960                   | 1970                   | 1981                   | 1991                   | 2001                   | 2011                   | 2021                   |
| 0-14 Anos                                | 0-14 Anos              | 0-14 Anos              | 8 117                  | 10 531                 | 10 346                 | 11 359                 | 12 854                 | 11 399                 | 10 753                 | 8 215                  | 8 640                  | 6 620                  | 5 161                  | 5 374                  | 4 721                  |
| 15-24 Anos                               | 15-24 Anos             | 15-24 Anos             | 4 982                  | 5 218                  | 6 108                  | 7 822                  | 7 846                  | 8 454                  | 7 349                  | 5 190                  | 5 542                  | 5 150                  | 4 931                  | 3 571                  | 3 506                  |
| 25-64 Anos                               | 25-64 Anos             | 25-64 Anos             | 10 895                 | 12 186                 | 12 550                 | 15 543                 | 18 959                 | 19 835                 | 21 630                 | 17 465                 | 18 420                 | 17 876                 | 18 395                 | 19 347                 | 17 305                 |
| = ou > 65 Anos                           | = ou > 65 Anos         | = ou > 65 Anos         | 1 314                  | 1 516                  | 1 459                  | 1 883                  | 2 473                  | 2 864                  | 3 387                  | 4 040                  | 5 644                  | 6 181                  | 7 275                  | 7 562                  | 7 862                  |

★ Número de habitantes que tinham a residência oficial neste município à data em que os censos se realizaram.
★★ De 1900 a 1950 os dados referem-se à população presente no município à data em que eles se realizaram. Daí que se registem algumas diferenças relativamente à designada população residente.

## Caracterização

### Clima
O clima na cidade de Beja é mediterrânico (Csa, segundo a classificação climática de Köppen-Geiger), influenciado pela distância à costa. Tem Invernos suaves e Verões quentes e longos. A neve não é muito comum, mas por vezes pode nevar em períodos mais frios do inverno. A máxima em Janeiro é de 14 °C e em Julho é de 32,8 °C. A mínima é de 5 °C em Janeiro e de 16 °C em Julho e em Agosto. A média anual anda à volta dos 17 °C. A precipitação total anual média é de 572 mm. A temperatura mais alta registada foi 45.4 °C e a mais baixa -5.5 °C.
(fonte: Instituto de Meteorologia. Os dados não aparecem na tabela porque não fazem parte do período 1971-2000).
| Dados climatológicos para Beja, Portugal                         | Dados climatológicos para Beja, Portugal | Dados climatológicos para Beja, Portugal | Dados climatológicos para Beja, Portugal | Dados climatológicos para Beja, Portugal | Dados climatológicos para Beja, Portugal | Dados climatológicos para Beja, Portugal | Dados climatológicos para Beja, Portugal | Dados climatológicos para Beja, Portugal | Dados climatológicos para Beja, Portugal | Dados climatológicos para Beja, Portugal | Dados climatológicos para Beja, Portugal | Dados climatológicos para Beja, Portugal | Dados climatológicos para Beja, Portugal |
| Mês                                                              | Jan                                      | Fev                                      | Mar                                      | Abr                                      | Mai                                      | Jun                                      | Jul                                      | Ago                                      | Set                                      | Out                                      | Nov                                      | Dez                                      | Ano                                      |
| ---------------------------------------------------------------- | ---------------------------------------- | ---------------------------------------- | ---------------------------------------- | ---------------------------------------- | ---------------------------------------- | ---------------------------------------- | ---------------------------------------- | ---------------------------------------- | ---------------------------------------- | ---------------------------------------- | ---------------------------------------- | ---------------------------------------- | ---------------------------------------- |
| Temperatura máxima recorde (°C)                                  | 22,0                                     | 24,5                                     | 30,0                                     | 32,6                                     | 37,2                                     | 45,4                                     | 45,2                                     | 45,4                                     | 42,0                                     | 35,0                                     | 28,1                                     | 22,0                                     | 45,4                                     |
| Temperatura máxima média (°C)                                    | 14,0                                     | 15,5                                     | 19,0                                     | 20,4                                     | 24,3                                     | 29,9                                     | 33,3                                     | 33,1                                     | 29,4                                     | 23,5                                     | 18,0                                     | 14,5                                     | 22,9                                     |
| Temperatura mínima média (°C)                                    | 5,4                                      | 6,0                                      | 7,7                                      | 8,7                                      | 11,0                                     | 14,0                                     | 15,8                                     | 16,4                                     | 15,4                                     | 12,9                                     | 9,2                                      | 6,8                                      | 10,4                                     |
| Temperatura mínima recorde (°C)                                  | −2,7                                     | −3,2                                     | −3,2                                     | 0,3                                      | 3,3                                      | 7,6                                      | 8,7                                      | 9,0                                      | 7,5                                      | 3,8                                      | 0,3                                      | −0,9                                     | −3,2                                     |
| Precipitação (mm)                                                | 65,7                                     | 55,0                                     | 40,5                                     | 58,8                                     | 43,3                                     | 13,1                                     | 2,4                                      | 4,0                                      | 29,5                                     | 71,5                                     | 76,5                                     | 97,7                                     | 558,0                                    |
| Fonte: Instituto de Meteorologia, IP Portugal 2 de Março de 2010 |                                          |                                          |                                          |                                          |                                          |                                          |                                          |                                          |                                          |                                          |                                          |                                          |                                          |

## Economia
As principais fontes de rendimento são os serviços, o comércio e a agricultura. Na agricultura, antes destacava-se a cultura do trigo, atualmente, devido ao sistema de regadio da barragem do Alqueva desenvolvem-se a do olival e da vinha, sendo que o amendoal está atualmente em expansão. A nível da indústria destaca-se a agroindústria, tal como a FairFruit, empresa de transformação e embalamento de fruta. O aeroporto tem também trazido algum crescimento ao concelho, com a abertura em 2021, de um hangar de manutenção de aeronaves da empresa Mesa, e com um novo centro logístico previsto para 2025.
O concelho regista um dos maiores crescimentos de exportações para o exterior do país nos últimos anos, tendo tido um crescimento de 472% entre 2013 e 2023.
Em Beja estão instaladas duas importantes Empresas Públicas: a EDIA - Empresa de Desenvolvimento e Infraestruturas do Alqueva, SA. e a ANA Aeroporto de Beja.

## Património

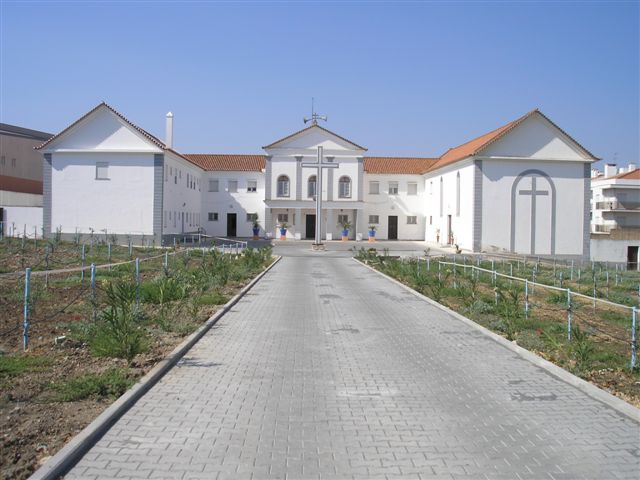
Carmelo do Sagrado Coração de Jesus (Beja).

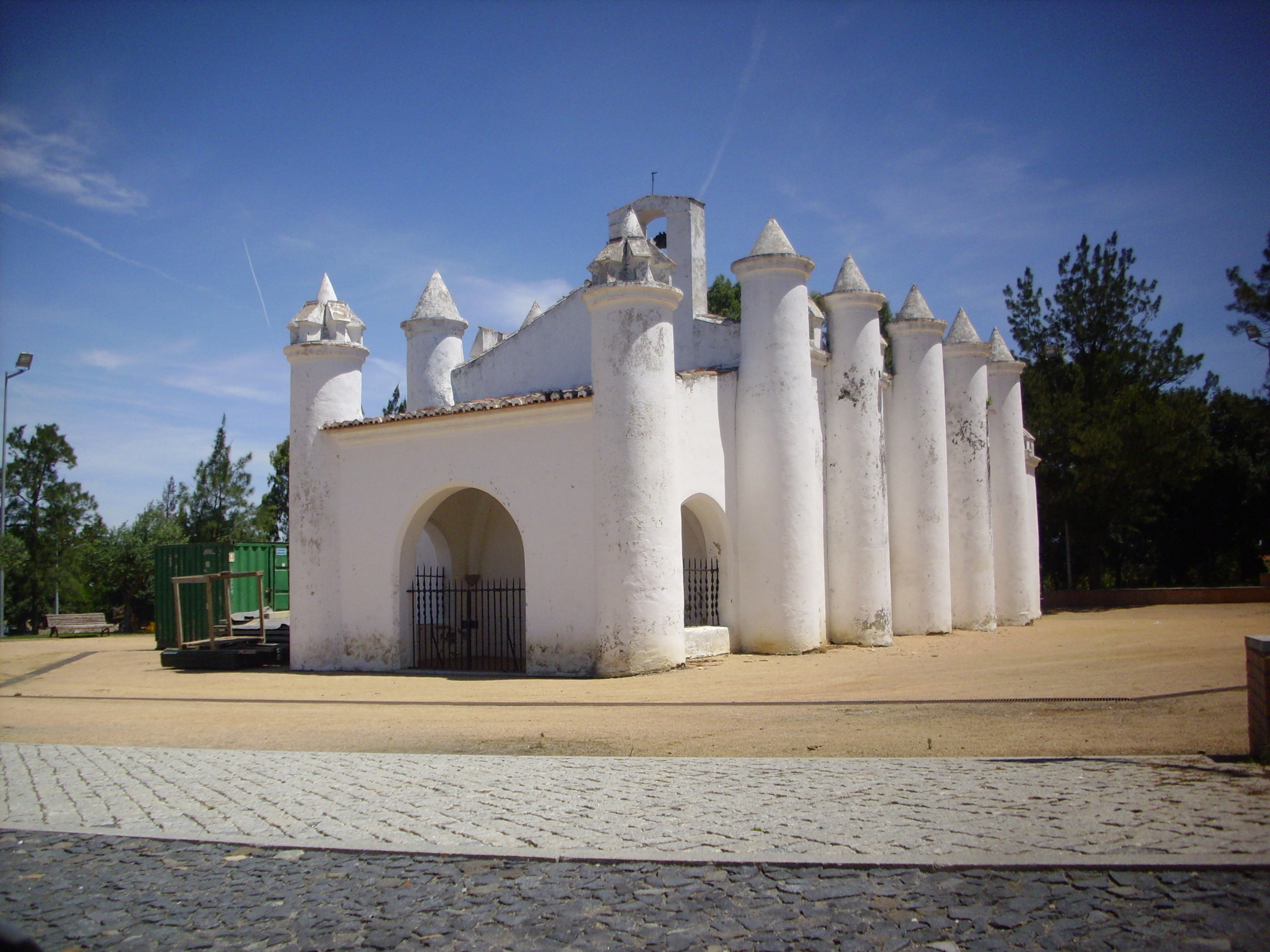
Ermida de Santo André.

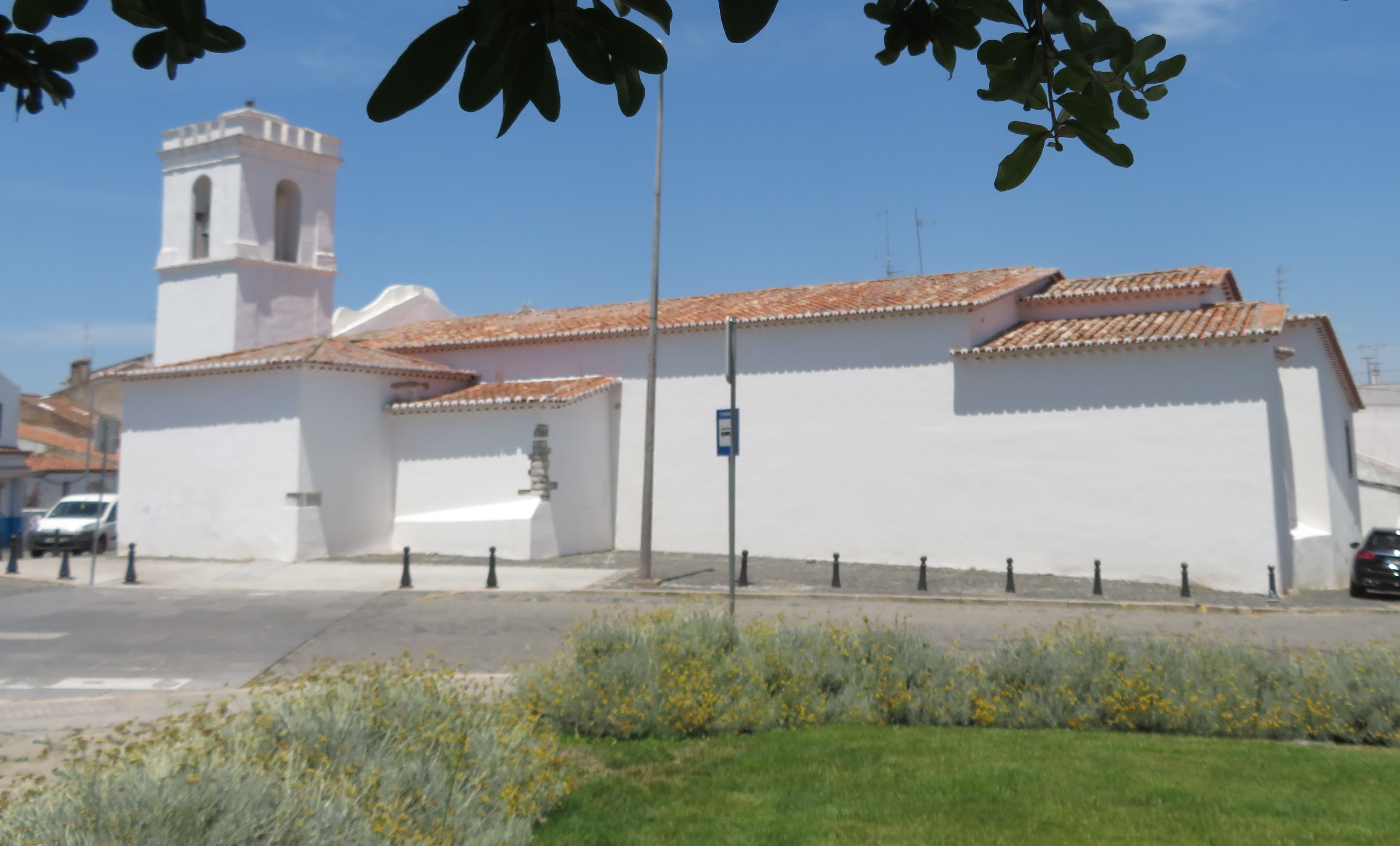
Igreja de Santo Amaro.

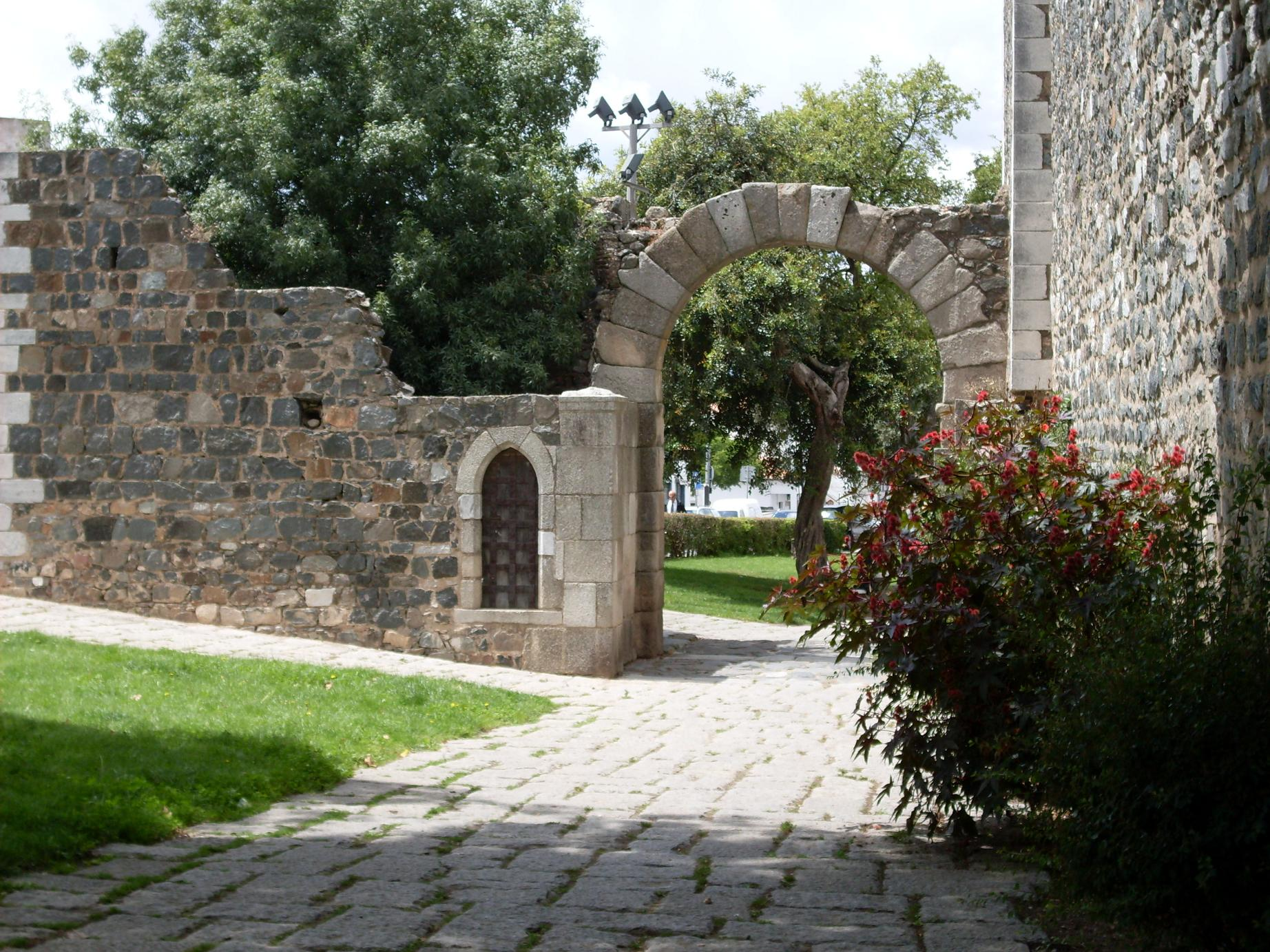
Arco romano junto ao Castelo de Beja.

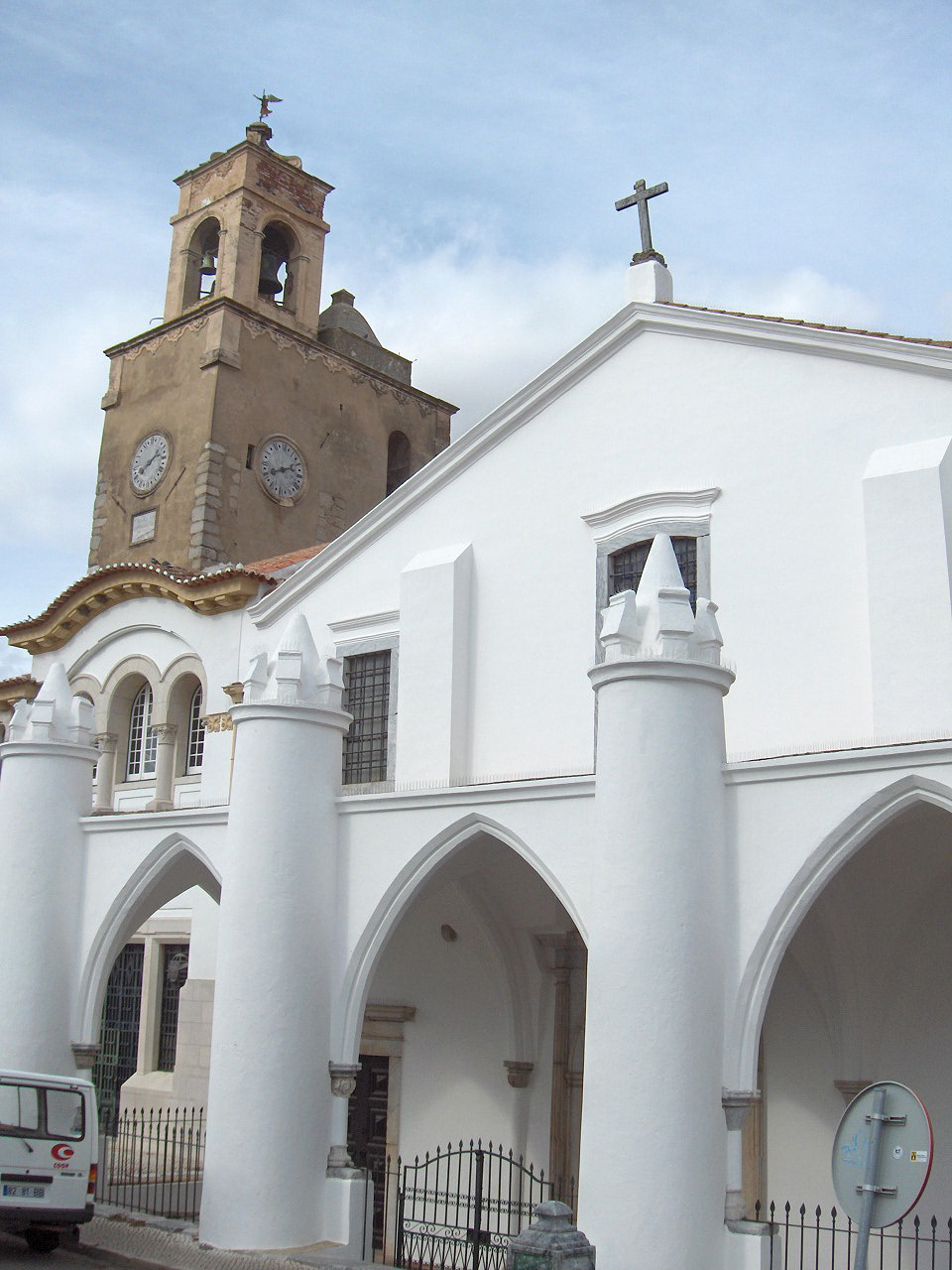
Igreja Matriz de Santa Maria da Feira.

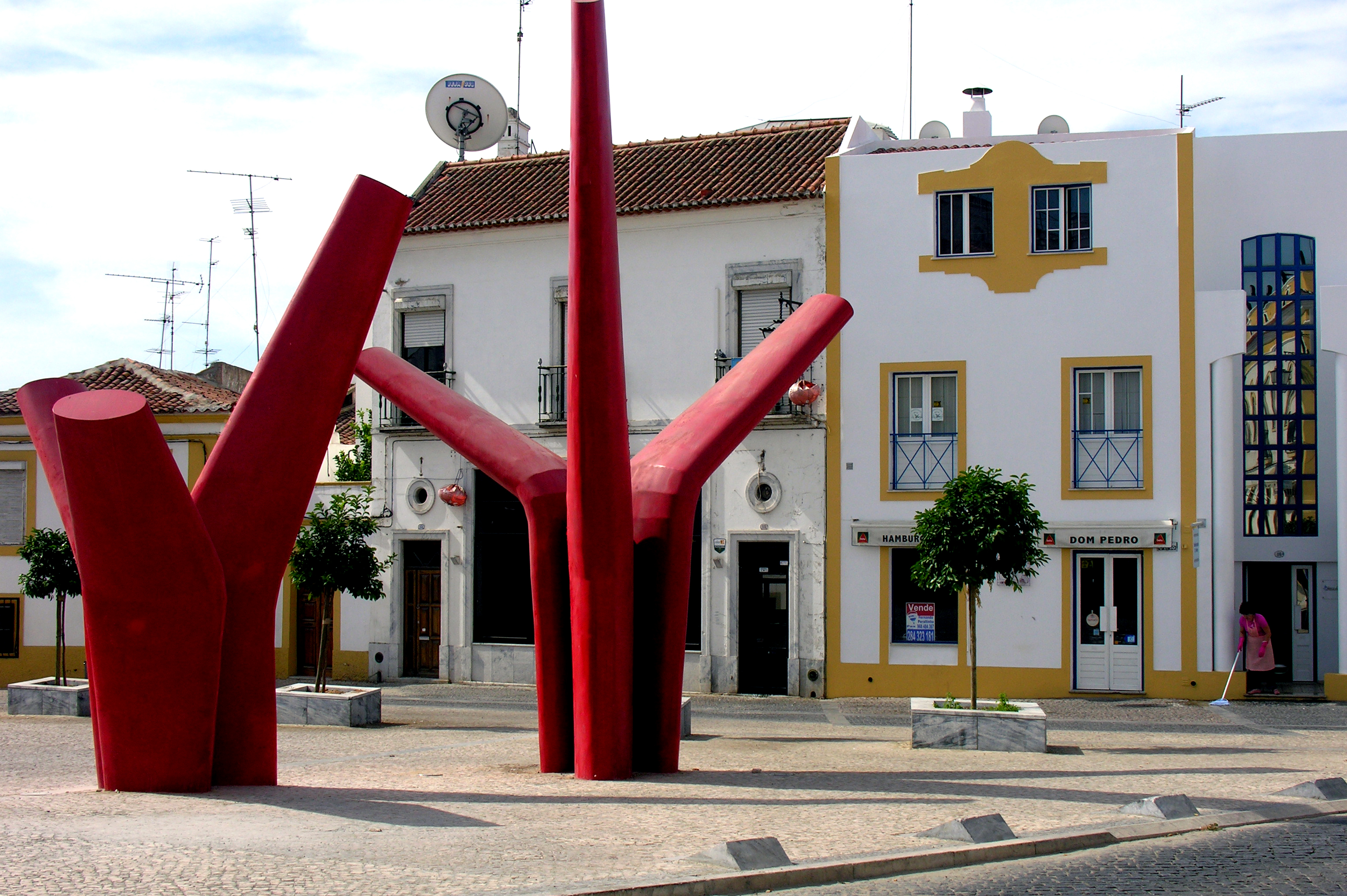
Escultura de Noémia Cruz última companheira de Jorge Vieira em Beja.

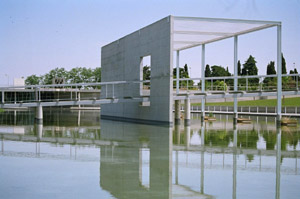
Parque da Cidade.

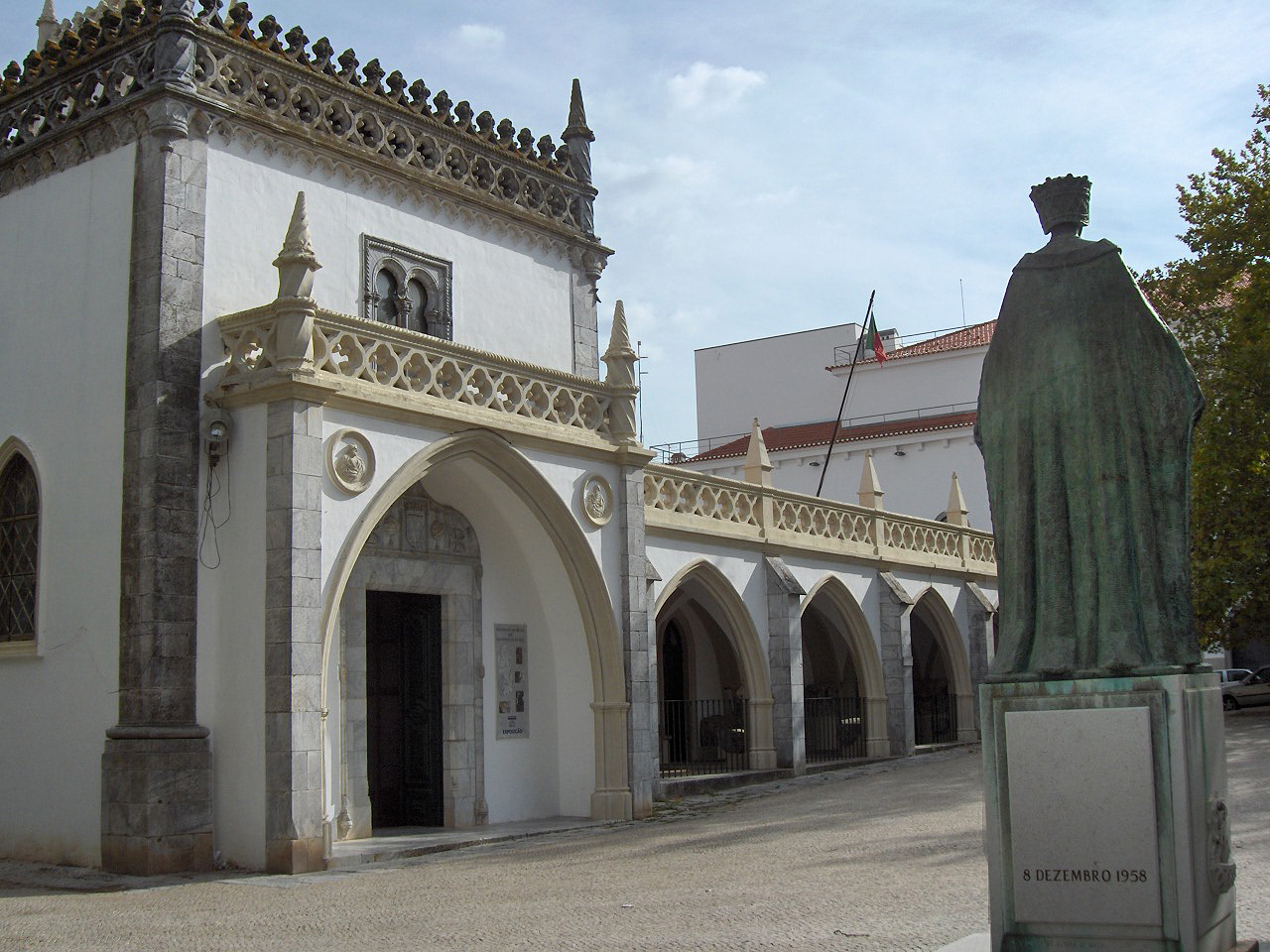
Museu Rainha Dona Leonor, vista exterior.

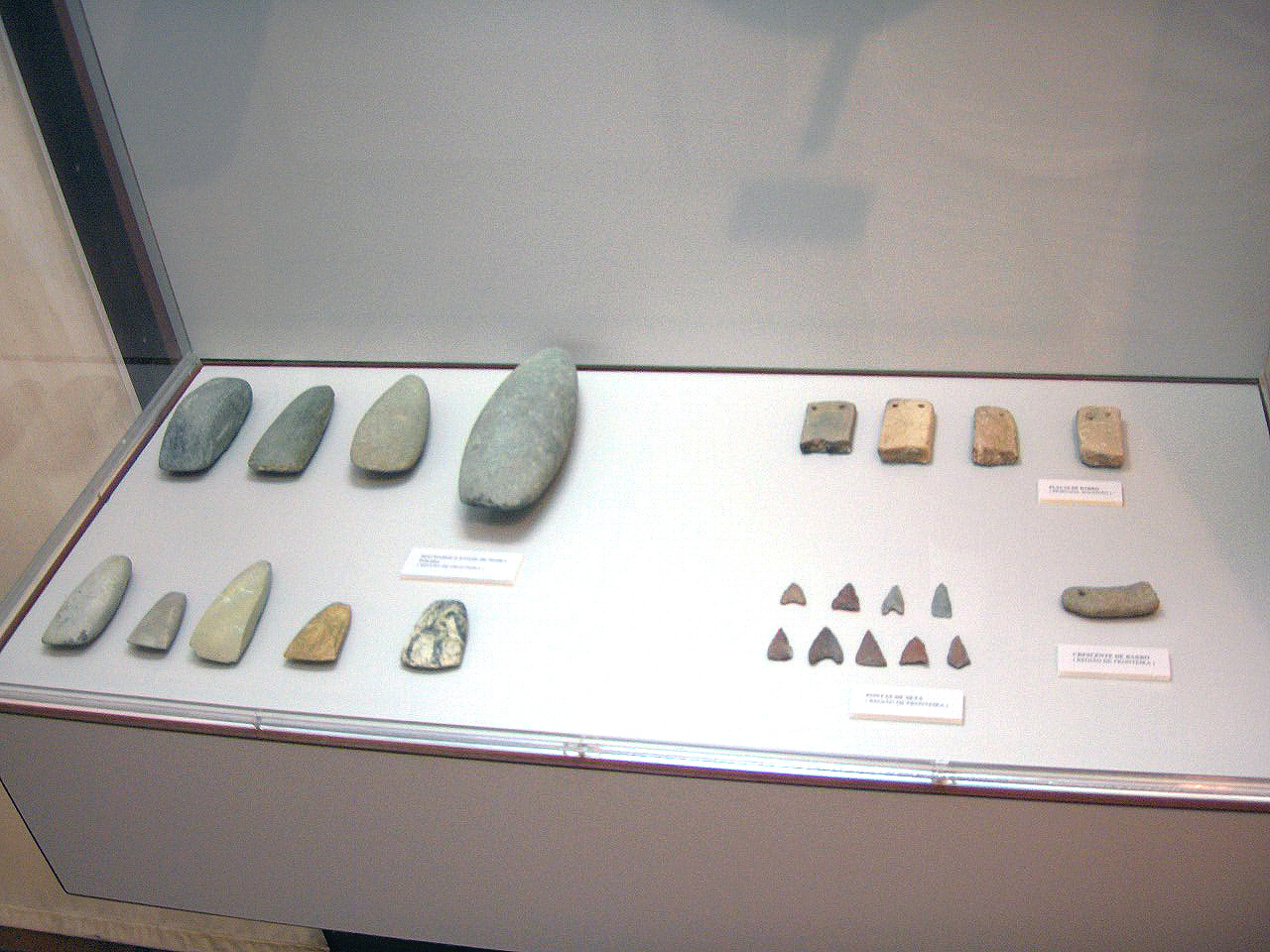
Museu Rainha Dona Leonor, exposição de utensílios pré-históricos.

### Monumentos de interesse
- Carmelo do Sagrado Coração de Jesus
- Castelo de Beja
- Pelourinho de Beja
- Sé de Beja
- Igreja do Salvador
- Ermida de Santo André
- Villa romana de Pisões
- Hospital da Misericórdia
- Igreja da Misericórdia de Beja
- Igreja de Nossa Senhora do Pé da Cruz
- Igreja de Nossa Senhora dos Prazeres de Beja
- Igreja de Santo Amaro
- Igreja Matriz de Santa Maria da Feira
- Monumento ao prisioneiro político desconhecido

### Culturais
- Arquivo Distrital de Beja
- Arquivo Municipal
- Biblioteca Municipal de Beja José Saramago
- Casa da Cultura
- Conservatório Regional do Baixo Alentejo
- Espaço Museológico Rua do Sembrano
- Galeria dos Escudeiros
- Museu Botânico da ESAB/IPBeja
- Museu Jorge Vieira – Casa das Artes
- Museu Rainha Dona Leonor (Museu Regional de Beja)
- Núcleo Visigótico
- Praça de Touros
- Teatro Municipal Pax Julia

### Espaços verdes
- Jardim Público
- Jardim Gago Coutinho e Sacadura Cabral[15]
- Parque da Cidade
- Parque de Merendas

### Desportivo
- Complexo Desportivo Fernando Mamede
- Campos Sintéticos 1\2
- Estádio Dr. Flávio dos Santos
- Campos de Ténis
- Pavilhão Santa Maria
- Pavilhão Gimnodesportivo
- Piscina Municipal (descoberta)
- Piscina coberta
- Parque de Campismo

### Ensino superior
- Instituto Politécnico de Beja

### Escolas
- Escola EB 2,3 Santiago Maior
- Escola EB 2,3 Mário Beirão
- Escola EB 2,3 Santa Maria
- Escola Secundária D. Manuel I
- Escola Secundária Diogo Gouveia
- Conservatório Regional do Baixo Alentejo

### Saúde
- Hospital José Joaquim Fernandes

### Museu Rainha Dona Leonor
Este museu foi criado em 1927 e 1928 no antigo Convento de Nossa Senhora da Conceição da Ordem de Santa Clara (extinto em 1834), e tem vindo a expandir gradualmente a sua coleção. O edifício (um convento franciscano) foi estabelecido em 1459 por Fernando de Portugal, Duque de Viseu e de Beja ao pé do seu palácio ducal. As obras continuaram até 1509. A coleção do museu divide-se em três áreas distintas; arqueologia, ourivesaria e pintura.
Na arqueologia podemos encontrar machados de pedra polida, e lápides funerárias epigrafadas da Idade da Pedra; do período romano encontra-se capitéis, numismática e cerâmica comum; alguns vestígios da ocupação árabe; e do período medieval encontram-se principalmente fragmentos de edifícios civis e religiosos da cidade. Os vestígios paleocristãos encontram-se no núcleo visigótico do museu, na igreja de Santo Amaro.
A ourivesaria do museu é constituída por prataria do século XVI ao século XIX principalmente de origem sacra, mas também existem exemplares da civil. Uma peça que sobressai é uma escrivaninha em prata branca do século XVI oferecida pelo rei D. Manuel I à cidade.
Na pintura, o museu possui uma coleção de pinturas do século XV ao século XVII das escolas portuguesa, espanhola e flamenga.

### Espaço Museológico Rua do Sembrano
O Núcleo Museológico da Rua do Sembrano integra um conjunto de estruturas arqueológicas que permitem, apesar de se tratar de uma área restrita no conjunto da estrutura urbana de Beja,  entrever alguns momentos da história desta cidade e o modo como o espaço aqui foi evoluindo. As escavações arqueológicas, efetuadas durante as décadas de 80 e 90 do século XX, colocaram a descoberto vestígios que se estendem, cronologicamente, desde a Pré-História até à Época Contemporânea. Os mais antigos, alguns fragmentos cerâmicos, apontam para uma ocupação deste local que remonta à Idade do Cobre ou Período Calcolítico, no 3º milénio a.C..
É, porém, da Idade do Ferro, na segunda metade do 1º milénio a.C., o conjunto mais importante de elementos aqui recuperados, destacando-se, para além de um significativo conjunto de objetos, um troço de uma robusta muralha construída em pedra ligada com argila, que delimitava o perímetro do povoado deste período, ficando comprovada a teoria segundo a qual já existiria no local onde atualmente se ergue Beja um importante aglomerado urbano antes da presença romana. Esta construção pode hoje ser observada através de uma estrutura em forma de grade de grandes dimensões, abarcando a quase totalidade do piso do Núcleo Museológico, com o chão em vidro, possibilitando uma leitura da zona arqueológica fora do comum. É possível, igualmente, observar algumas estruturas do período romano, nomeadamente os vestígios de umas termas de pequena dimensão, possivelmente parte de uma habitação romana ou constituindo um estabelecimento com exploração comercial.
Para além desta componente, o Núcleo integra ainda uma exposição de caráter permanente, na qual podem ser observados objetos retirados das escavações realizadas no sítio, abarcando todos os períodos desde a Idade do Ferro até à Época Contemporânea, fornecendo, por isso, um resumo sobre a história da cidade, e exposições de caráter temporário, relacionadas com a arqueologia e o património histórico da região.
O projeto de arquitetura é da autoria do arquiteto Fernando Sequeira Mendes e junto à entrada do edifício pode ser admirado um painel de azulejos de grande dimensão, que recupera o tema da água na cidade antiga, da autoria do artista plástico Rogério Ribeiro.

## Cultura

### Eventos
- Ovibeja - Feira de atividades agrícolas, pecuárias, artesanais e turísticas.
- Ruralbeja e Feira de Santa Maria
- Beja Romana

- Semana Académica do IPBeja
- Receção Caloiro do IPBeja

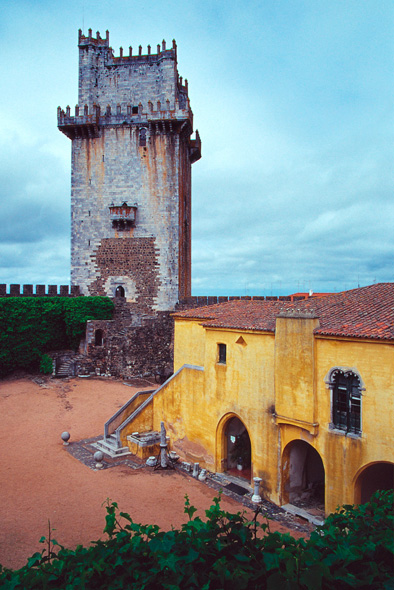
Castelo de Beja no interior.

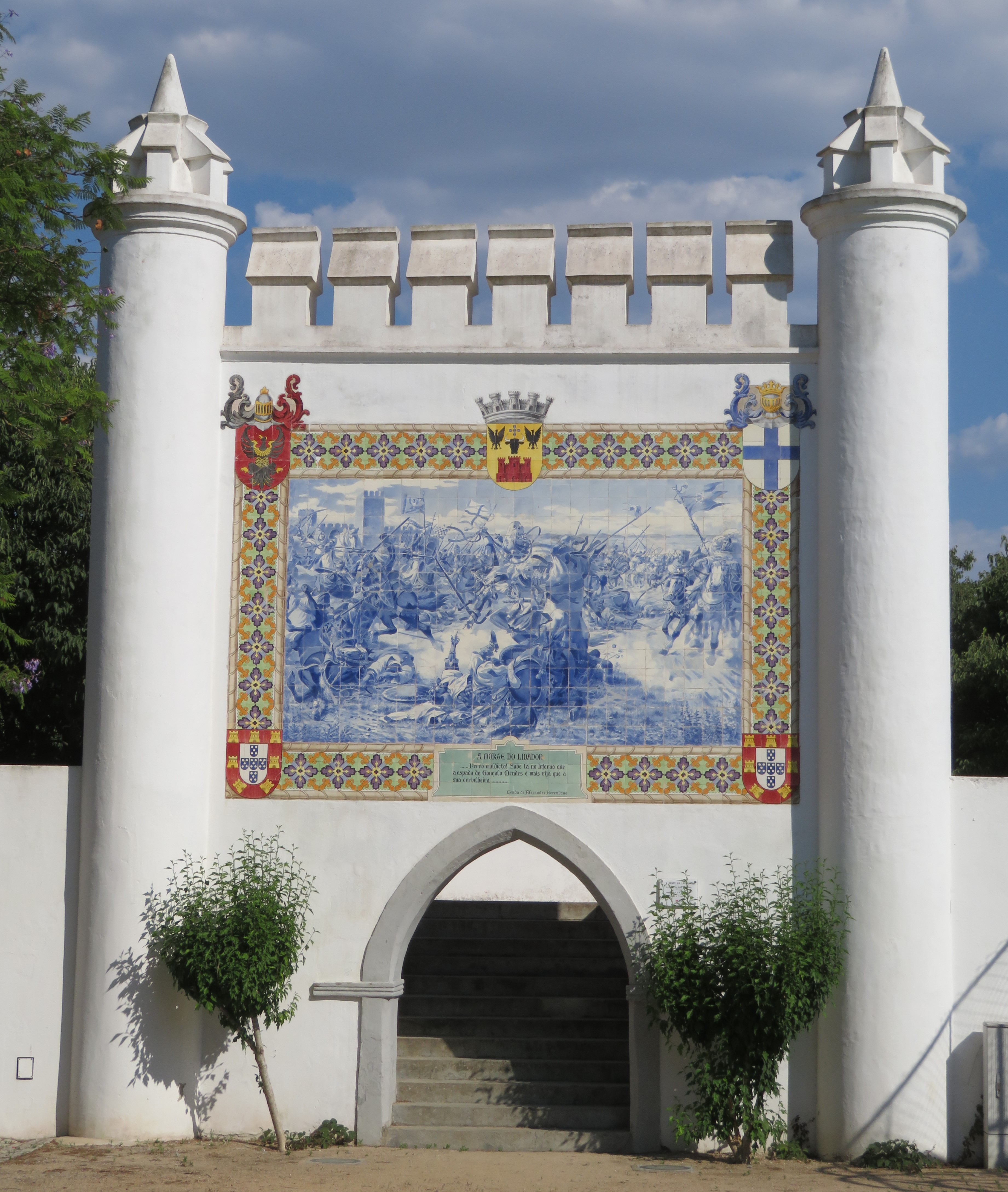
Entrada do Jardim Gago Coutinho e Sacadura Cabra

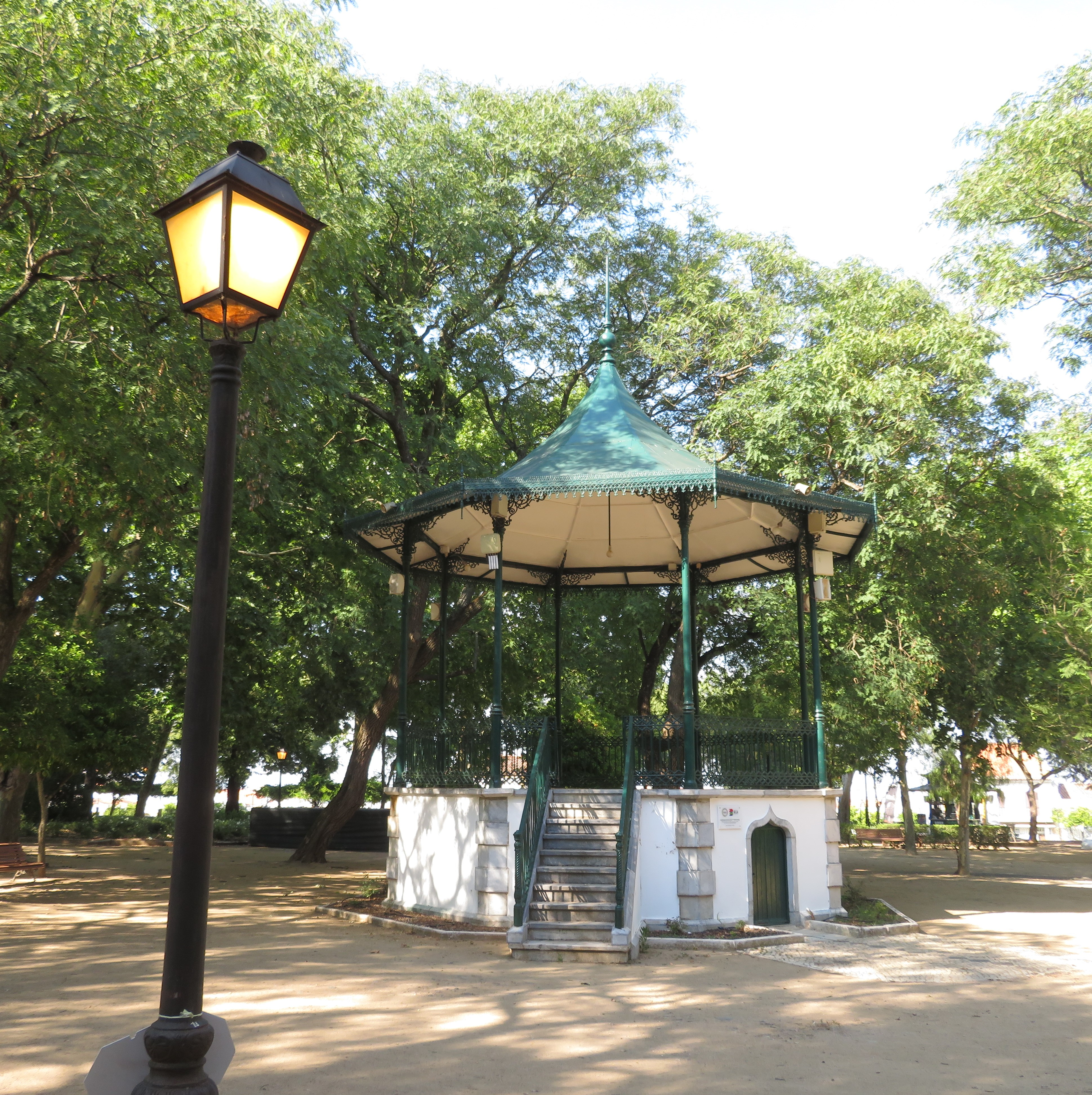
Coreto no Jardim Gago Coutinho e Sacadura Cabra

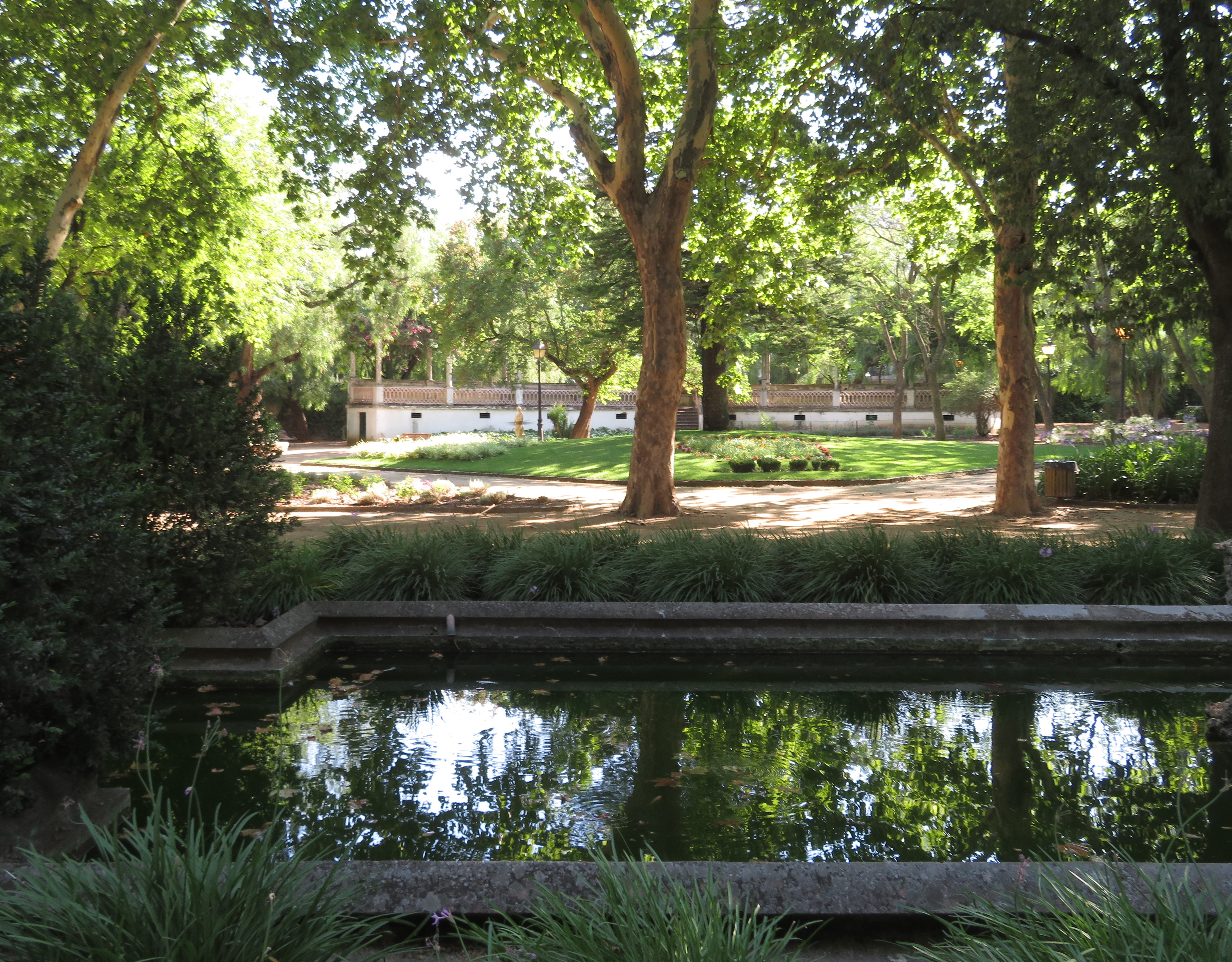
Pergola no Jardim Gago Coutinho e Sacadura Cabra

- "Terras de Cante" - Festival Internacional de Tunas Universitárias  Cidade de Beja
- Semana de Música para o Natal (Coro de Câmara de Beja)
- Vinipax
- Beja Wine Night
- Festival Internacional de BD de Beja
- Festival do Amor
- Festival Terras sem Sombra
- Artshots - Workshops de Arte e Comunicação Multimédia (IPBeja)
- Infomedia - semana de Multimédia na Escola Secundária Diogo de Gouveia
- Festival de Bandas da Cidade de Beja
- Rastafest - Festival da Diversidade
- Palavras Andarilhas
- Encontro de Coros de Beja (Coro de Câmara de Beja)

### Imprensa
Os jornais locais são o Diário do Alentejo e o Correio do Alentejo. Os outros órgãos de comunicação social são Rádio Voz da Planície (104.5 FM), Rádio Pax (101.4 FM), Rádio Boa Onda (rádio por internet). "ESDGtv" (televisão interna da ESDG)

### Companhias teatrais
- Arte Pública
- Grupo de Teatro Jodicus
- Lendias d'Encantar

### Agremiações culturais
- Coro do Carmo de Beja
- Associação Cultural e Recreativa Zona Azul
- Coro de Câmara de Beja
- Associação Trovadores de Beja - Tuna Universitária de Beja
- Sociedade Filarmónica Capricho Bejense
- Arruaça - Associação Juvenil
- Grupo Coral e Instrumental Trigo Limpo
- Ideias em Comum - Associação Cultural
- Zarcos - Associação de Músicos de Beja

### Agremiações desportivas
- Núcleo do Sporting Clube de Portugal de Beja
- Associação Cultural e Recreativa Zona Azul
- Associação de Patinagem do Alentejo
- Beja Atlético Clube
- Clube Desportivo de Beja
- Clube de Patinagem de Beja
- Clube de Radiomodelismo de Beja
- Despertar Sporting Clube
- Casa do Benfica de Beja
- Judo Clube de de Beja
- Centro de Cultura e Desporto do Bairro de Nª Sr.ª da Conceição
- Clube Airsoft de Beja
- TTBAVENTURA - Clube de Todo Terreno e Bicicleta de Beja
- CNB - Clube de Natação de Beja
- Beja Basket Clube (BBC)
- Associação de Karaté de Beja (AKB)

### Outras agremiações
- Associação de Motociclistas Cristãos (CMA Beja)
- Agrupamento 641 do Corpo Nacional de Escutas
- Clube de Modelismo da Escola Mário Beirão
- Grupo 234 de Beja da Associação dos Escoteiros de Portugal
- Grupo Motard de Beja
- Associação de Motociclistas Cristãos - CMA Chapter de Beja
- NERBE/AEBAL-Associação Empresarial do Baixo Alentejo e Litoral
- Cáritas Diocesana de Beja

### Bibliotecas
- Biblioteca Municipal José Saramago

## Política

### Eleições autárquicas[16]
| Data | %            | V            | %     | V     | %       | V       | %      | V      | %         | V         | %              | V  | %              | V       | %              | V   | %              | V      | %         | V         | %              | V   | %       | V       | %  | V  | %  | V  | % | V | Participação |                |
| Data | FEPU/APU/CDU | FEPU/APU/CDU | PS    | PS    | GDUP    | GDUP    | CDS-PP | CDS-PP | PCP (m-l) | PCP (m-l) | AD             | AD | PPD/PSD        | PPD/PSD | PPM            | PPM | UDP/BE         | UDP/BE | PCTP/MRPP | PCTP/MRPP | GCE            | GCE | PSD/CDS | PSD/CDS | CH | CH | IL | IL | A | A | Participação |                |
| ---- | ------------ | ------------ | ----- | ----- | ------- | ------- | ------ | ------ | --------- | --------- | -------------- | -- | -------------- | ------- | -------------- | --- | -------------- | ------ | --------- | --------- | -------------- | --- | ------- | ------- | -- | -- | -- | -- | - | - | ------------ | -------------- |
| Data | 1976         | 49,04        | 4     | 33,67 | 3       | 5,07    | -      | 4,95   | -         | 1,61      | -              |    |                |         |                |     |                |        |           |           |                |     |         |         |    |    |    |    |   |   |              | 73,72 / 100,00 |
| 1979 | 56,51        | 5            | 20,09 | 1     |         |         | AD     | AD     |           |           | 18,68          | 1  | AD             | AD      | AD             | AD  | 2,18           | -      | 0,46      | -         | 81,62 / 100,00 |     |         |         |    |    |    |    |   |   |              |                |
| 1982 | 51,67        | 4            | 26,55 | 2     | 15,72   | 1       | AD     | AD     | 1,94      | -         |                |    | AD             | AD      | AD             | AD  | 76,71 / 100,00 |        |           |           |                |     |         |         |    |    |    |    |   |   |              |                |
| 1985 | 51,09        | 4            | 27,60 | 2     |         |         |        |        | 15,58     | 1         |                |    | 2,17           | -       | 65,38 / 100,00 |     |                |        |           |           |                |     |         |         |    |    |    |    |   |   |              |                |
| 1989 | 42,80        | 4            | 29,74 | 2     | 4,54    | -       | 16,46  | 1      | 2,01      | -         | 58,74 / 100,00 |    |                |         |                |     |                |        |           |           |                |     |         |         |    |    |    |    |   |   |              |                |
| 1993 | 45,97        | 3            | 35,70 | 3     | 2,34    | -       | 12,23  | 1      |           |           | 62,44 / 100,00 |    |                |         |                |     |                |        |           |           |                |     |         |         |    |    |    |    |   |   |              |                |
| 1997 | 43,29        | 4            | 37,73 | 3     | 1,69    | -       | 10,15  | -      | 3,09      | -         | 58,06 / 100,00 |    |                |         |                |     |                |        |           |           |                |     |         |         |    |    |    |    |   |   |              |                |
| 2001 | 42,56        | 3            | 38,03 | 3     | 1,85    | -       | 12,32  | 1      | 1,64      | -         | 58,12 / 100,00 |    |                |         |                |     |                |        |           |           |                |     |         |         |    |    |    |    |   |   |              |                |
| 2005 | 41,79        | 3            | 33,71 | 3     | 1,03    | -       | 17,25  | 1      | 2,69      | -         | 59,45 / 100,00 |    |                |         |                |     |                |        |           |           |                |     |         |         |    |    |    |    |   |   |              |                |
| 2009 | 41,66        | 3            | 45,72 | 4     | 1,59    | -       | 4,98   | -      | 2,93      | -         | 1,08           | -  | 60,67 / 100,00 |         |                |     |                |        |           |           |                |     |         |         |    |    |    |    |   |   |              |                |
| 2013 | 43,42        | 4            | 41,65 | 3     | PPD/PSD | PPD/PSD | CDS-PP | CDS-PP | (a)       | (a)       | 4,38           | -  | 6,21           | -       | 56,60 / 100,00 |     |                |        |           |           |                |     |         |         |    |    |    |    |   |   |              |                |
| 2017 | 37,61        | 3            | 46,25 | 4     | 3,19    | -       | 5,38   | -      | 3,43      | -         |                |    |                |         | 56,57 / 100,00 |     |                |        |           |           |                |     |         |         |    |    |    |    |   |   |              |                |
| 2021 | 32,84        | 3            | 39,14 | 3     | AD      | AD      | 18,53  | 1      | AD        | AD        | AD             | AD | 1,69           | -       | 5,44           | -   | AD             | AD     | AD        | AD        | 56,26 / 100,00 |     |         |         |    |    |    |    |   |   |              |                |

(a) O BE apoiou a lista independente "Por Beja com Todos" nas eleições de 2013

### Eleições legislativas
| Data | %     | %     | %     | %    | %     | %        | %     | %     | %     | %     | %    | %   | %       | % | %  | %  |
| Data | PCP   | PS    | PSD   | CDS  | UDP   | APU/ CDU | AD    | FRS   | PRD   | PSN   | BE   | PAN | PSD CDS | L | CH | IL |
| ---- | ----- | ----- | ----- | ---- | ----- | -------- | ----- | ----- | ----- | ----- | ---- | --- | ------- | - | -- | -- |
| 1976 | 46,84 | 28,96 | 8,36  | 5,41 | 3,60  |          |       |       |       |       |      |     |         |   |    |    |
| 1979 | APU   | 19,79 | AD    | AD   | 2,62  | 51,82    | 20,84 |       |       |       |      |     |         |   |    |    |
| 1980 | APU   | FRS   | AD    | AD   | 1,99  | 47,96    | 23,32 | 20,72 |       |       |      |     |         |   |    |    |
| 1983 | APU   | 27,75 | 12,72 | 5,20 | 1,33  | 48,67    |       |       |       |       |      |     |         |   |    |    |
| 1985 | APU   | 20,79 | 15,32 | 2,26 | 1,57  | 43,91    | 11,11 |       |       |       |      |     |         |   |    |    |
| 1987 | CDU   | 20,17 | 26,86 | 1,87 | 1,33  | 38,53    | 5,28  |       |       |       |      |     |         |   |    |    |
| 1991 | CDU   | 29,94 | 29,36 | 2,34 |       | 30,31    | 0,71  | 1,13  |       |       |      |     |         |   |    |    |
| 1995 | CDU   | 45,23 | 16,13 | 4,21 | 0,84  | 30,02    |       |       |       |       |      |     |         |   |    |    |
| 1999 | CDU   | 43,42 | 15,59 | 4,30 |       | 30,24    | 0,15  | 2,47  |       |       |      |     |         |   |    |    |
| 2002 | CDU   | 41,48 | 22,60 | 3,82 | 24,84 |          | 2,64  |       |       |       |      |     |         |   |    |    |
| 2005 | CDU   | 48,81 | 13,71 | 3,92 | 23,36 | 6,08     |       |       |       |       |      |     |         |   |    |    |
| 2009 | CDU   | 31,88 | 16,58 | 6,95 | 27,87 | 11,64    |       |       |       |       |      |     |         |   |    |    |
| 2011 | CDU   | 27,65 | 26,71 | 8,58 | 24,34 | 5,72     | 0,71  |       |       |       |      |     |         |   |    |    |
| 2015 | CDU   | 36,77 | CDS   | PSD  | 23,46 | 9,14     | 0,89  | 22,03 | 0,47  |       |      |     |         |   |    |    |
| 2019 | CDU   | 35,42 | 15,84 | 2,58 | 23,11 | 9,97     | 2,20  |       | 0,89  | 2,59  | 0,61 |     |         |   |    |    |
| 2022 | CDU   | 39,26 | 19,02 | 1,02 | 18,70 | 3,84     | 1,13  | 0,87  | 10,63 | 2,53  |      |     |         |   |    |    |
| 2024 | CDU   | 29,26 | AD    | AD   | 15,03 | 20,05    | 4,37  | 1,34  | 1,81  | 21,10 | 2,62 |     |         |   |    |    |

## Freguesias

Freguesias do município de Beja.

O Município de Beja está dividido em 12 freguesias:
| Freguesia                                 | Residentes (2011) | Residentes (2021) |
| ----------------------------------------- | ----------------- | ----------------- |
| Albernoa e Trindade                       | 1032              | 889               |
| Baleizão                                  | 902               | 884               |
| Beja (Salvador e Santa Maria da Feira)    | 11133             | 10703             |
| Beja (Santiago Maior e São João Baptista) | 14015             | 13371             |
| Beringel                                  | 1301              | 1189              |
| Cabeça Gorda                              | 1386              | 1126              |
| Nossa Senhora das Neves                   | 1747              | 1525              |
| Salvada e Quintos                         | 1352              | 1181              |
| Santa Clara de Louredo                    | 864               | 747               |
| Santa Vitória e Mombeja                   | 981               | 788               |
| São Matias                                | 569               | 511               |
| Trigaches e São Brissos                   | 572               | 487               |
| Total                                     | 35854             | 33401             |

## Cidadãos ilustres
- Ver Biografias de bejenses notórios

## Geminações
A cidade de Beja é geminada com a seguinte cidade:
- Béja, Béja, Tunísia